# Torben Piechnik
Torben Piechnik (* 21. květen 1963, Hellerup) je bývalý dánský fotbalista. Nastupoval především na postu obránce.
S dánskou reprezentací vyhrál Mistrovství Evropy 1992, na šampionátu nastoupil ke třem utkáním. Hrál též na mistrovství Evropy 1996. V národním týmu odehrál 15 utkání.
S FC Kodaň se stal mistrem Dánska (1992/93), s Aarhus GF vyhrál dánský pohár (1995/96). Krom dánské ligy působil dvě sezóny v nejvyšší anglické soutěži, v dresu FC Liverpool.